# Lorenzo Tiepolo
Pour les articles homonymes, voir Lorenzo Tiepolo (homonymie).
Lorenzo Tiepolo est le 46e doge de Venise de 1268 à 1275.

## Biographie
Lorenzo Tiepolo est le fils du doge Jacopo Tiepolo, il grandit dès son plus jeune âge dans l'ombre de son puissant père faisant preuve, à l'instar de celui-ci, d'un fort caractère et une prédisposition aux affaires et à la conduite de l'État.
Tiepolo démontre être un habile condottiere, en 1257, pendant la guerre avec Gênes, il conquiert Saint Jean d'Acre après une parfaite campagne maritime, excluant ainsi la rivale, Gênes, du précieux marché libanais et en lui infligeant d'importantes pertes financières. C'est pour commémorer cette victoire, selon la légende, que les Pilastri Acritani, deux piliers sculptés monumentaux rapportés de Saint-Jean d'Acre, sont élevés en façade de la basilique Saint-Marc.
En 1262, il participe aux négociations de paix entre Venise et Guillaume II de Villehardouin, dont il était personnellement le vassal pour les iles des Sporades du chef de son épouse.
En 1266, il devient Podestat de Fermo jusqu'en 1267.
En 1268, à la mort du doge Reniero Zeno, il apparait clair qu'il est l'unique vrai prétendant au dogat et il est élu le 23 juillet 1268.

## Le dogat

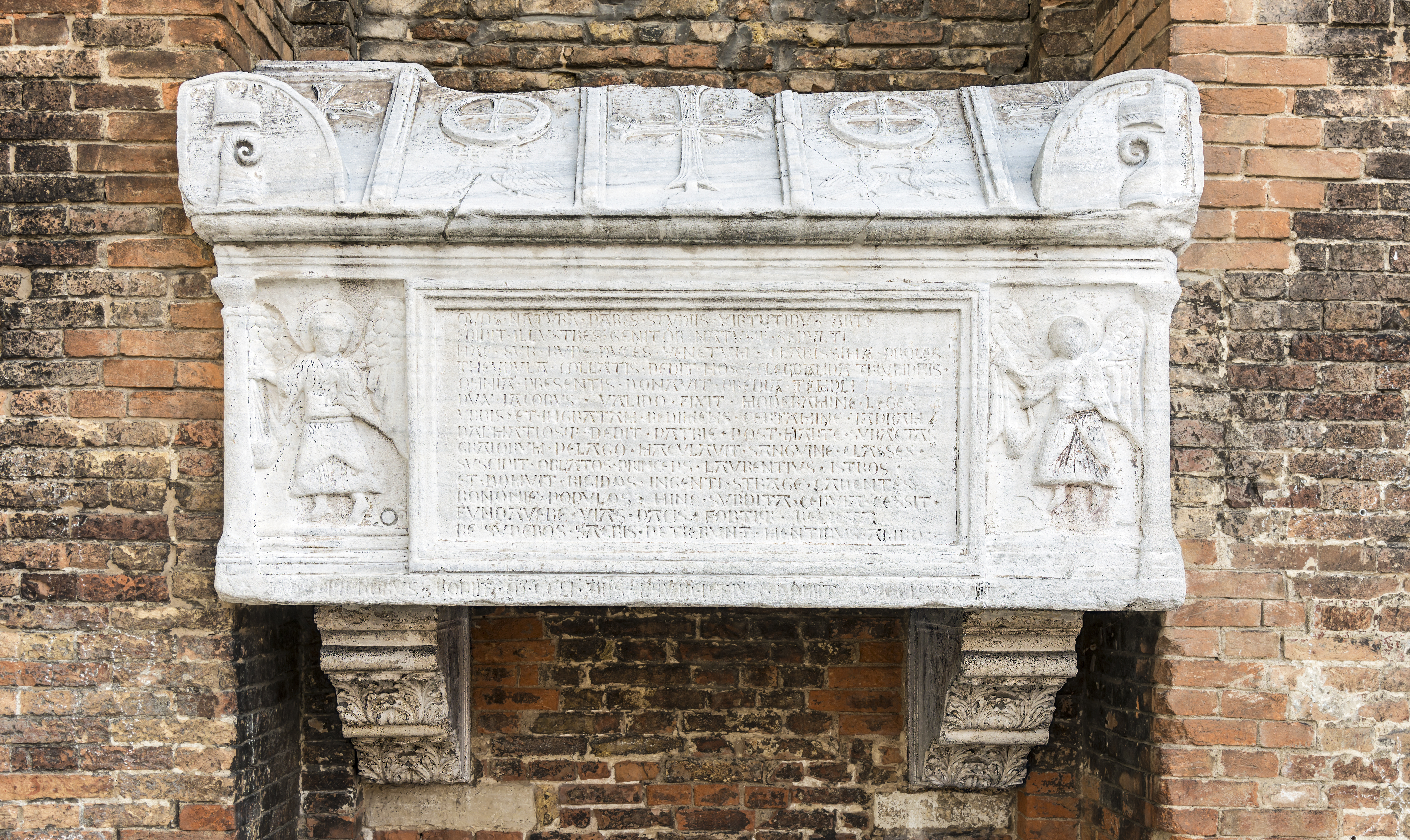
Tombeau de Jacopo et de Lorenzo Tiepolo

Lorenzo Tiepolo est élu avec 25 voix sur 41 ; ce nouveau seuil de voix, qui ne change plus jusqu'à la chute de la république, est établi au cours de ce vote alors que précédemment la majorité simple (21 voix) était suffisante.
Si le peuple l'aime et lui réserve de grandes fêtes et des honneurs, certains nobles et responsables de l'état vénitien n'apprécient pas certaines décisions de type népotistes, charges et honneurs concédés à ses fils, et en réaction, un « grand chancelier » est mis en place avec pour mission de le contrôler, ce poste sera reconduit jusqu'à la chute de la république.
En 1270, il signe la paix avec Gênes après la longue guerre qui a vu les deux puissances s'affronter sous le dogat de Reniero Zeno et d'autre part, Venise doit lutter pour faire reconnaitre sa primauté sur l'Adriatique, contesté par d'autres puissances mineures.
De 1270 à 1273, il doit affronter une ligue composée de Bologne, Trévise, Vérone, Mantoue, Ferrare, Crémone, Recanati, Ancône et d'autres villes, en raison de rivalités commerciales. Après une phase difficile, il gagne la guerre et obtient un bon accord.
Sous son dogat, en 1273, Marco Polo et ses parents partent pour la Chine dont ils reviennent seulement vers 1295.
Lorenzo Tiepolo meurt le 15 août 1275, regretté par beaucoup. Il est inhumé dans le même tombeau que son père sur la façade de la basilique de San Zanipolo.

## Mariages et descendance
Il épouse en premières noces une certaine Agnès, fille d'un personnage désigné par des traditions divergentes comme « roi de Rascie » ou comme « Bohémond de Brienne, roi de Romanie ». La première tradition serait erronée et résulterait d'une confusion entre Lorenzo et son fils Jacopo, qui aurait épousé la fille du ban de Croatie Stefan Subic ; Bohémond de Brienne serait quant à lui un fils d'un premier mariage de Jean de Brienne.
Sa seconde femme, épousée avant 1262, est Marchesina Ghisi, fille aînée de Geremia Ghisi, seigneur des Sporades. À la mort de ce dernier, Tiepolo aurait dû hériter des îles de Skopelos et Skyros du chef de sa femme, mais celles-ci sont occupées par le mari de la sœur de Marchesina, Filippo Ghisi.
De ce second mariage, il a deux fils : Jacopo Scopulo Tiepolo et Pietro Tiepolo.